# Камаль ад-Дин Гург
Малик Камаль аль-Дин «Гург» (урду کمال الدین گرگ‎) (умер в конце 1315 или начале 1316 года) — генерал делийского султана Ала ад-Дина Хильджи. Он сыграл важную роль в завоевании Ала ад-Дином крепостей Сивана (1308) и Джалор (1311). После смерти Ала ад-Дина он был послан Маликом Кафуром для подавления восстания в Гуджарате, где и был убит.

## Ранняя жизнь
Камаль ад-Дин (также транслитерируемый как Камалуддин) принадлежал к семье, которая происходила из Кабула в современном Афганистане. Он был известен как «Гург» («волк»).

## Военные завоевания
После того, как другие военачальника султана Ала ад-Дина не смогли захватить форт Сивана в предыдущие годы, в 1308 году, он лично возглавил военный поход на крепость Сивана. Камаль ад-Дин сопровождал Ала ад-Дина в этой кампании и отвечал за осадные машины (munjaniqs). После того как делийская армия захватила крепость, он был переименован в Хайрабад и передан Камаль ад-Дину.
В 1311 году делийский султан Ала ад-Дин отправил свою армию, чтобы захватить крепость Джалор, которая находилась по соседству с Сиваной. После того как другие его военачальники не смогли захватить форт, он послал Камаль ад-Дина завоевать его. Камаль ад-Дин захватил форт после осады, которая привела к гибели защищавшегося правителя Канхададевы и его сына Вирамадевы. После этой победы Камаль ад-Дин получил во владение икту Джалор.

## Последние дни
В последние дни правления султана Ала ад-Дина Камаль ад-Дин вступил в союз с рабом Ала уд-Дина полководцем Маликом Кафуром, который занимал пост наиба (вице-короля) во время болезни Ала ад-Дина. Эти двое мужчин, вероятно, входили в группу офицеров, которые пытались захватить власть у халаджей, элиты султаната. Согласно хронисту Яхье ибн Ахмаду Сирхинди, в 1315 году Камаль ад-Дин участвовал в убийстве Маликом Кафуром Алп-хана, влиятельного сановника и губернатора Гуджарата. Алп-хана обвинили в заговоре с целью убийства Ала ад-Дина, но это, возможно, была пропаганда Кафура.
Известие об убийстве Алп-хана привело к восстанию в Гуджарате, и новый регент Малик Кафур отправил генерала Камаль ад-Дина подавить восстание. Камаль ад-Дин был убит в конце 1315 или начале 1316 года в Гуджарате во время военной операции. Его сын Тадж ад-Дин Хушанг (или Хошанг) унаследовал икту Джалор, а позже служил муктой (губернатором провинции) Ханси.